# L'Ours noir
Pour les articles homonymes, voir Ours noir et L'Ours.
 (juillet 2025).
Pour plus de détails, voir Fiche technique et Distribution.
L'Ours noir est un court métrage belge écrit et réalisé par Méryl Fortunat-Rossi et Xavier Seron et sorti en 2015.

## Fiche technique
- Titre : L'Ours noir
- Réalisation et scénario : Méryl Fortunat-Rossi et Xavier Seron
- Photographie : Thierry Godefroy
- Montage : Émilie Morier
- Son : Marie Paulus
- Musique : Erwann Chandon, Thomas Barrière
- Direction artistique : Laios Hendrickx
- Sociétés de production : Origine Films, Hélicotronc / RTBF, Voo et BeTV
- Pays de production :  Belgique
- Langue originale : français
- Durée : 15 minutes
- Dates de sortie :
  - Belgique : 28 avril 2015 (Brussels Short Film Festival)
  - France : 21 novembre 2015 (Paris International Fantastic Film Festival) ; 2 février 2019 (sortie nationale dans le programme Trop belge pour toi)

## Distribution
- François Neycken : Étienne[1]
- Jean-Jacques Rausin : Carlos
- Terence Rion : Pierre-Emmanuel
- Catherine Salée : Béa
- Jean-Benoît Ugeux : Antoine
- François Ébouelé : le vendeur ambulant / l'ours
- Delphine Théodore : la présentatrice du téléachat
- Philippe Grand'Henry : le présentateur du téléachat

## Prix et récompenses
- 2016 : Magritte du meilleur court métrage de fiction